# Никола Димитров (футболист, р. 1908)
Вижте пояснителната страница за други личности с името Никола Димитров.
Никола Димитров Николов, с прякор Фъц, е български спортист: скиор, алпинист, лекоатлет и футболист.

## Биография
Роден е на 13 юни 1908 г. в София. На 12 години става шампион на България по ски. Има 14 шампионски титли на България в дисциплината „Северна комбинация“ (ски бягане и скок от шанца). Участва на две световни първенства (1933 и 1941 г.) и на зимната олимпиада в Гармиш-Партенкирхен (1936).
Започва с футбола през 1916 г. в отбора на С.К. Скобелев (София), на който клуб става редовен член през есента на същата година. По-късно се състезава за С.К. София-24 и след разтурването на клуба в края на 1924, поради участието на ръководството в противодържавна конспирация, преминава в Левски (София), където играе от 1924 до 1940 г. като защитник. 
Шампион през 1933 и 1937 г. и носител на Купата през същите години. Има 142 мача за първенство, както и 5 мача за националния отбор на България. Завършва Държавната треньорска школа и ВИФ. От 1944 г. работи като треньор и е последователно начело на отборите на Металург (Перник), Миньор (Перник), Торпедо (Плевен), Торпедо (Стара Загора) и др. Заслужил треньор от 1978 г.
Съпруг на Леда Милева, с която се развеждат. Имат дъщеря Емилия Димитрова.
Умира на 17 февруари 1988 година.